# José Carlos de Ataliba Nogueira
José Carlos de Ataliba Nogueira (Campinas, São Paulo (estado), 29 de maio de 1901 — São Paulo, 22 de outubro de 1983) foi um advogado, jurista, político e professor formado pela Faculdade de Direito da Universidade de São Paulo. É pai do também professor catedrático da Faculdade de Direito da Universidade de São Paulo, Geraldo Ataliba.
Foi professor catedrático de Teoria Geral do Estado na Faculdade de Direito da Universidade de São Paulo, orador do Centro Acadêmico XI de Agosto e participou da história da Campanha Civilista de Ruy Barbosa.
Como político foi fundador do Partido Social Democrático, deputado federal pelo Estado de São Paulo e secretário da educação deste mesmo Estado.
Foi membro da Academia Paulista de Letras,

## Obras
- A reforma da Constituição Federal, 1926.
- A Instrução Moral e Cívica, 1926.
- Santo Antônio na tradição brasileira, 1933.
- Um inventor brasileiro (biografia de Francisco João de Azevedo), 1934.
- O Estado é meio e não fim, 1940.
- Ministro Costa e Silva (traços biográficos), 1941.
- D. Joaquim Mamede da Silva Leite (traços biográficos), 1941.
- O Pan-Americanismo e o Super-Estado, 1947.
- Rui Barbosa e as fontes do Direito Constitucional brasileiro, 1949.
- Lições de Teoria Geral do Estado, 1969.
- Antônio Conselheiro e Canudos, 1974.